# Prawiek i inne czasy
Prawiek i inne czasy – powieść obyczajowa z elementami fantastyki Olgi Tokarczuk wydana w 1996 roku nakładem wydawnictwa W.A.B.

## Miejsce akcji
Tworząc miejsce akcji powieści, Olga Tokarczuk wzorowała się na mieszczącej się na Kielecczyźnie wsi Zagrody, gdzie spędzała wakacje w dzieciństwie. Autorka podkreślała jednak mocno, że choć tytułowy Prawiek zawdzięcza Zagrodom swoją topografię, to jest miejscem przez nią zmyślonym. Tokarczuk odrzuca łączenie przedstawionych w książce osób z prawdziwymi mieszkańcami wsi, a podejmowana w latach 90. dziennikarska próba tego typu bardzo ją oburzyła. W 2012 roku mieszkańcy powiatu staszowskiego zorganizowali projekt dokumentowania miejsc przedstawionych w powieści. W ramach ich działań odbył się m.in. plener malarski, dokumentacja fotograficzna i gra miejska.

## Konstrukcja powieści
Powieść podzielona jest na 84 małe rozdziały, opowiadające o różnych czasach, różnych powieściowych bohaterów. Zdaniem Tokarczuk taki fragmentaryczny sposób tworzenia opowieści (pogłębiony później w Domu dziennym, domu nocnym) odpowiada jej sposobowi postrzegania rzeczywistości. Zdaniem autorki taki sposób pisania podpowiada sposób interpretacji i pokazuje, że te osobne fragmenty są częścią czegoś większego. Jak sama twierdzi w wywiadzie, pisząc nie miała do końca świadomości, czemu ma służyć taki zabieg, ale bardzo mocno broniła go przed wydawcą, który sugerował jego zniesienie.
Powieść zawiera elementy fantastyczne, a fantastyka miesza się w niej z realizmem.

## Odbiór książki
Po wydaniu książka stała się przedmiotem licznych omówień krytycznych. Ewa Kraskowska pisała, że w literaturze nastał „czas Olgi”, określała jej prozę jako jedno z najbardziej urzekających zjawisk w literaturze i zestawiała ją z pisarstwem Bolesława Leśmiana i Brunona Schulza. Dariusz Nowacki określał prozę Tokarczuk mianem konformistycznej, jej pisarstwo uznawał za przejaw showbiznesu i narzekał na to, że postać pisarki jest wszechobecna w mediach. Wojciech Browarny wskazywał na pierwiastek feministyczny w tym pisarstwie (choć zarzekał się, że nie należy Tokarczuk włączać do grona pisarek feministycznych), Anna Tatarkiewicz zaliczała ją z kolei do przedstawicielek prozy młodokobiecej. Książkę recenzowali także m.in. Przemysław Czapliński i Kinga Dunin.
Książka została nominowana do Nagrody Literackiej „Nike” w 1997, uzyskała też nagrodę czytelników. Za to dzieło autorka dostała również Paszport „Polityki” za rok 1996 i nagrodę Fundacji im. Kościelskich w 1997. Powieść okazała się sukcesem czytelniczym. Została też przełożona na ponad dwadzieścia języków. Ukazała się między innymi w wersji angielskiej jako Primeval and Other Times w przekładzie Antonii Lloyd-Jones. Trafiła również do zestawu lektur szkolnych.

## Adaptacje
- spektakl Prawiek i inne czasy Białostockiego Towarzystwa Wierszalin, reż. Sebastian Majewski, premiera 1997[13]
- spektakl Prawiek i inne czasy Teatru Miejskiego w Gdyni, reż. Jacek Bała, premiera 22 maja 2021
- spektakl muzyczny Prawiek i inne czasy - dyplom Wydziału Aktorskiego Akademii Teatralnej im. A. Zelwerowicza w Warszawie, reż. Anna Sroka-Hryń, muz. Mateusz Dębski, premiera 2021